# Once Bitten...Twice...
Once Bitten...Twice... è il primo album degli Shy, pubblicato nel 1983 per l'etichetta discografica Ebony Records.

## Tracce
1. Deep Water (Harris) 4:34
2. Take It All the Way (Harris, McKenna) 4:51
3. Give Me a Chance (Harris, Kelly) 3:56
4. Think of Me (Harris) 4:11
5. Tonight (Harris) 3:10
6. Chained by Desire (Harris, Mills) 4:10
7. Reflections (Harris) 5:12
8. Once Bitten, Twice Shy (Harris, Mills) 3:48
9. All on You (Harris) 4:40 [traccia bonus nella ristampa]

## Formazione
- Tony Mills - voce
- Steve Harris - chitarra
- Mark Badrick - basso
- Alan Kelly - batteria
- Paddy McKenna - tastiere